# Leonid Hurwicz
Leonid Hurwicz (ur. 8 sierpnia?/21 sierpnia 1917 w Moskwie, zm. 24 czerwca 2008 w Minneapolis) – polsko-amerykański ekonomista żydowskiego pochodzenia, profesor emeritus Uniwersytetu Minnesoty, laureat Nagrody Banku Szwecji im. Alfreda Nobla w dziedzinie ekonomii (2007).

## Życiorys
Pochodził z rodziny polskich Żydów, która ewakuowana z Królestwa Polskiego w czasie I wojny światowej schroniła się na krótko w Moskwie. Na początku 1919 wraz z rodziną powrócił do Warszawy.
W 1938 ukończył prawo na Uniwersytecie Warszawskim. W latach 1938–1939 studiował w London School of Economics, a następnie 1939–1940 w Genewskim Instytucie Wyższych Studiów Międzynarodowych. W 1940 emigrował do USA, gdzie kontynuował studia ekonomiczne na Uniwersytecie Chicagowskim i Uniwersytecie Harvarda.
Podczas swojej kariery zawodowej pracował na wielu renomowanych uniwersytetach w USA w Minnesocie, Illinois, Chicago, Harvard, MIT, Berkeley, Stanford. Pracował także w krajach Dalekiego Wschodu – Indonezji, Indiach, Chinach, Japonii. Był pracownikiem organizacji międzynarodowych (EKG ONZ – 1948) oraz konsultantem amerykańskich agencji rządowych i instytucji jak np. RAND Corporation.
W działalności naukowej interesował się różnymi dziedzinami ekonomii – teorii równowagi ogólnej (w tym teorii wymiany), teorii popytu, konsumpcji i dobrobytu, teorii cen, teorii rozwoju i planowania. W latach 50. pracował wraz z późniejszym noblistą Kennethem Arrowem nad zagadnieniami programowania nieliniowego. Największe zainteresowanie środowiska ekonomistów przyciągnęły prace Hurwicza w zakresie badań nad decentralizacją (dekompozycją) i efektywnością systemów ekonomicznych oraz procesów alokacji zasobów.

## Nagrody i wyróżnienia
Leonid Hurwicz był przewodniczącym Econometric Society oraz członkiem National Academy of Sciences oraz American Academy of Arts and Sciences. W 1980 otrzymał tytuł doktora honoris causa Northwestern University, w 1989 Uniwersytetu Autonomicznego w Barcelonie, w 1993 Uniwersytetu Chicagowskiego i Uniwersytetu Keiō, w 1994 Szkoły Głównej Handlowej, a w 2004 Uniwersytetu w Bielefeld.
15 października 2007 otrzymał, wraz z Erikiem S. Maskinem i Rogerem Myersonem Nagrodę Banku Szwecji im. Alfreda Nobla za prace nad teorią wdrażającą systemy matematyczne w procesy gospodarcze, która przy zastosowaniu równań matematycznych i algorytmów pozwala ocenić prawidłowość funkcjonowania rynków. Teoria pomogła określić ekonomistom skuteczne mechanizmy rynkowe, schematy regulacji i procedury wyborów i dziś odgrywa główną rolę w wielu dziedzinach ekonomii oraz w naukach politycznych.

## Życie prywatne
Wraz z żoną Evelyn Hurwicz (z domu Jensen, urodzoną 31 października 1921) mieszkał w południowym Minneapolis, Minnesota w Stanach Zjednoczonych. Miał czworo dzieci: Sarah, Michael, Ruth i Maxim.

## Publikacje
- Stochastic Models of Economic Fluctuations, 1944, Econometrica
- The Theory of Economic Behavior, 1945, AER
- Theory of the Firm and of Investment, 1946, Econometrica
- What Has Happened to the Theory of Games?, AER
- Reduction of Constrained Maxima to Saddle-Point Problems with K.J.Arrow, 1956, Proceedings of the Third Berkeley Symposium
- Gradient Methods for Constrained Maxima, with K.J. Arrow, 1957, Operations Research
- Studies in Linear and Non-Linear Programming with K.J.Arrow and Hirofumi Uzawa, 1958
- On the Stability of Competitive Equilibrium I, with K.J. Arrow, 1958, Econometrica
- On the Stability of Competitive Equilibrium, II, with K.J. Arrow, J.D. Block, 1959, Econometrica
- Competitive Stability under Weak Gross Substitutability: the Euclidian distance approach with K.J. Arrow, 1960, IER
- Some Remarks on the Equilibria of Economic Systems with K.J. Arrow, 1960, Econometrica
- Conditions for Economic Efficiency of Centralized and Decentralized Structures, 1960, in Grossman, editor, Value and Plan
- Optimality and Informational Efficiency in Resource Allocation, 1960, in Arrow, Karlin and Suppes, editors, Mathematical Methods in Social Sciences
- Constraint Qualifications in Non-Linear Programming, with K.J. Arrow and H. Uzawa, 1961, Naval Research Logistics Quarterly
- On the Problem of Integrability of Demand Functions, 1971, in Chipman et al, editors, Preferences, Utility and Demand
- On the Integrability of Demand Functions, with H. Uzawa, 1971, in Chipman et al, editors, Preferences, Utility and Demand
- Revealed Preference without Demand Continuity Assumptions, with M.K. Richter, 1971, in Chipman et al, editors, Preferences, Utility and Demand
- Centralization and Decentralization in Economic Processes, 1971, in Eckstein, editor, Computation of Economic Systems
- On Informationally Decentralized Systems, 1971, in McGuire, and Radner, editors, Decision and Organization.
- The Design of Mechanism for Resource Allocation, 1973, AER
- Studies in Resource Allocation Processes, with K.J. Arrow, 1977
- On the Dimensional Requirements of Informationally Decentralized Pareto-Satisfactory Processes, 1977, JET
- Ville Axioms and Consumer Theory, with M.K. Richter, 1978, Econometrica
- Construction of Outcome Functions guaranteeing Existence and Pareto-optimality of Nash Equilibria, with D. Schmeidler, 1979, Econometrica.
- Outcome Functions Yielding Walrasian and Lindahl Allocations at Nash Equilibrium Points, 1979, RES
- On Allocations Attainable through Nash Equilibria, 1979, JET
- Incentive Aspects of Decentralization, 1986, in Arrow and Intriligator, editors, Handbook of Mathematical Econ – Vol. III – intro
- On the Stability of the Tatonnement Approach to Competitive Equilibrium, 1986, in Sonnenschein, editor, Models of Economic Dynamics
- On the Implementation of Social Choice Rules in Irrational Societies, 1986, in Heller et al., editors, Essays in Honor of Kenneth J. Arrow, Vol. I
- Discrete allocation mechanisms: Dimensional requirements for resource-allocation mechanisms when desired outcomes are unbounded. with T. Marschak, 1985, J of Complexity
- Approximating a function by choosing a covering of its domain and k points from its range, with T. Marschak, 1988, J of Complexity
- Implementation and Enforcement in Institutional Modeling, 1993, in Barnett et al., editors, Political Economy
- Feasible Nash Implementation of Social Choice Rules When the Designer Does not Know Endowment or Production Sets with E. Maskin and A. Postlewaite, 1995, in Ledyard, editor, Economics of Informational Decentralization